# Thomas Erskine (1. baron Erskine)
Thomas Erskine, 1. baron Erskine (ur. 10 stycznia 1750 w Edynburgu, zm. 17 listopada 1823 w Almondel w hrabstwie West Lothian) – brytyjski arystokrata, prawnik i polityk.

## Życiorys
Był trzecim synem Henry’ego Erskine’a, 10. hrabiego Buchan, i Agnes Steuart. Wykształcenie odebrał w Royal High School w Edynburgu i w szkole w St Andrews oraz w Trinity College na Uniwersytecie Cambridge . W 1764 r. rozpoczął służbę na pokładzie HMS Tartar. Po czterech latach służby w Ameryce Północnej i Indiach Zachodnich Erskine powrócił do Wielkiej Brytanii, gdzie dowiedział się, że posiadana przezeń wówczas ranga porucznika nie zostanie potwierdzona. Zrezygnował więc ze służby we flocie i wstąpił do wojsk lądowych. Uzyskał przydział do 1 pułku Royal Scots, ale brak środków finansowych uniemożliwiał mu szybki awans. Jego sytuacji nie poprawił ślub z równie ubogą Frances Moore, córką deputowanego Daniela Moore’a w 1770 r.
Brak perspektyw na karierę w armii skłonił Erskine do wyboru kariery prawniczej. 26 kwietnia 1775 r. został studentem w Lincoln’s Inn. 3 lipca 1778 r. otrzymał powołanie do korporacji prawniczej. Jego prawniczym debiutem była sprawa Król v. Baillie, gdzie Erskine był jednym z obrońców gubernatora-porucznika szpitala Greenwich, kapitana Thomasa Baillie'ego, który napisał pamflet, w którym krytykował rozwiązania w zarządzaniu szpitalem wprowadzone przez pierwszego lorda Admiralicji, lorda Sandwicha. Dzięki mowie wygłoszonej przez Erskine’a, Baillie został uniewinniony. W 1781 r. bronił lorda George’a Gordona.
W 1783 r. Erskine otrzymał tytuł Radcy Króla i został wybrany do Izby Gmin jako reprezentant okręgu Portsmouth. Miejsce w parlamencie utracił już w 1784 r., ale odzyskał mandat w 1790 r., ponownie z okręgu Portsmouth. W 1786 r. został prokuratorem generalnym księcia Walii. Jego kariera polityczna nie była jednak tak udana jak prawnicza.
Pomimo zasiadania w parlamencie, Erskine wciąż prowadził praktykę prawniczą. W 1784 r. bronił oskarżonego o zniesławienie dr Williama Shipleya, który opublikował Principles of Government, in a Dialogue between a Gentleman and a Farmer. Sukces Erskine’a w tej sprawie przyczynił się do uchwalenia Libel Act w 1792 r., w którym powierzono ławie przysięgłych zadanie ocenienia co jest zniesławieniem, a co nim nie jest. W 1789 r. Erskine bronił Johna Stockdale'a, który opublikował pamflet popierający Warrena Hastingsa, przeciwko któremu toczył się właśnie proces w trybie impeachment. W 1792 r. bronił Thomasa Paine'a.
W wyniku tej sprawy Erskine utracił stanowisko prokuratora generalnego księcia Walii, ale wkrótce książę mianował go swoim kanclerzem. W kolejnych latach Erskine bronił oskarżonych o zdradę Johna Horne’a Tooke’a i innych radykałów, oraz Jamesa Hadfielda, który w 1800 r. usiłował zabić króla Jerzego III. W latach 1806–1807 był Lordem Kanclerzem w rządzie lorda Grenville’a. W 1806 r. otrzymał tytuł 1. barona Erskine i zasiadł w Izbie Lordów. W tym czasie, jako lord Wielki Steward, przewodniczył sądowi parów w procesie lorda Melville’a.
Jego żona zmarła w 1805 r. Później ożenił się jeszcze z Mary Buck. Data tego ślubu jest nieznana. Po upadku gabinetu Grenville’a, Erskine nie udzielał się często w życiu publicznym. W 1820 r. brał jeszcze udział w procesie królowej Karoliny. Zmarł w 1823 r. Tytuł parowski odziedziczył jego najstarszy syn, David.